# Етибо
Етибо (фр. Estibeaux) насеље је и општина у југозападној Француској у региону Аквитанија, у департману Ланд која припада префектури Дакс.
По подацима из 2011. године у општини је живело 663 становника, а густина насељености је износила 39,65 становника/km². Општина се простире на површини од 16,72 km². Налази се на средњој надморској висини од 95 метара (максималној 126 m, а минималној 25 m).

## Демографија
| 1962. | 1968. | 1975. | 1982. | 1990. | 1999. | 2011. |
| ----- | ----- | ----- | ----- | ----- | ----- | ----- |
| 495   | 524   | 456   | 479   | 503   | 502   | 663   |

График промене броја становника у току последњих година